# Список объектов всемирного наследия ЮНЕСКО на Украине
В списке всемирного наследия ЮНЕСКО на Украине значатся 8 наименований (на 2023 год), что составляет 0,6 % от общего числа (1248 на 2025 год). 7 объектов включены в список по культурным критериям, причём 1 из них признан шедевром человеческого гения (критерий i) и 1 объект включён по природным критериям. 3 объекта (Исторический центр Одессы, Киев: Софийский собор и Киево-Печерская лавра, Исторический центр Львова) включены в 2023 году в список всемирного наследия, находящегося под угрозой. Кроме этого, по состоянию на 2023 год 16 объектов на территории Украины находятся в числе кандидатов на включение в список всемирного наследия. Союз Советских Социалистических Республик, в который на тот момент входила УССР, ратифицировал Конвенцию об охране всемирного культурного и природного наследия 12 октября 1988 года. Первые объекты, находящиеся на территории Украины, были занесены в список в 1990 году на 14-й сессии Комитета всемирного наследия ЮНЕСКО.
Настоящий список состоит из двух таблиц. В первой перечислены объекты всемирного наследия ЮНЕСКО, во второй — объекты, предложенные правительством Украины в качестве кандидатов на занесение в список всемирного наследия. Все объекты расположены в порядке добавления в список, с указанием их местоположения, географических координат, времени создания, года внесения в список, оценочного критерия, присвоенного ID.

## Список
| # | Изображение | Название | Регион                                                                               | Координаты                      | Время создания            | Год            | ID Критерии               | И. П.                |
| - | ----------- | --- | ------------------------------------------------------------------------------------ | ------------------------------- | ------------------------- | -------------- | ------------------------- | -------------------- |
| 1 |             | Софийский собор и связанные с ним монастырские строения (укр. Собор святої Софії і прилеглі монастирські споруди)  | Киев                                                                                 | 50°27′10″ с. ш. 30°30′51″ в. д. | XI век                    | 1990           | 527bis-001 i, ii, iii, iv | [ 5 ]                |
| 1 |             | Киево-Печерская лавра (укр. Києво-Печерська лавра)                                                                 | Киев                                                                                 | 50°26′06″ с. ш. 30°33′26″ в. д. | XI век                    | 1990           | 527bis-002 i, ii, iii, iv | [ 5 ]                |
| 1 |             | Церковь Спаса на Берестове (укр. Церква Спаса на Берестові)                                                        | Киев                                                                                 | 50°26′14″ с. ш. 30°33′17″ в. д. | XI — XII век              | 1990           | 527-003 i, ii, iii, iv    | [ 5 ]                |
| 2 |             | Исторический центр Львова (укр. Історичний центр Львова)                                                           | Львов                                                                                | 49°50′30″ с. ш. 24°01′53″ в. д. | XIII век                  | 1998           | 865 ii, v                 | [ 6 ]                |
| 3 |             | Пункт геодезической дуги Струве «Катериновка» (укр. Пункт геодезичної дуги Струве «Катеринівка»)                   | село Катериновка, Хмельницкая область                                                | 49°33′57″ с. ш. 26°45′22″ в. д. | XIX век                   | 2005           | 1187-031 ii, iii, vi      | [ 7 ] [ 8 ]          |
| 3 |             | Пункт геодезической дуги Струве «Фельштин» (укр. Пункт геодезичної дуги Струве «Фельштин»)                         | село Гвардейское, Хмельницкая область                                                | 49°19′48″ с. ш. 26°40′55″ в. д. | XIX век                   | 2005           | 1187-032 ii, iii, vi      | [ 7 ] [ 8 ]          |
| 3 |             | Пункт геодезической дуги Струве «Барановка» (укр. Пункт геодезичної дуги Струве «Баранівка»)                       | село Барановка, Хмельницкая область                                                  | 49°08′55″ с. ш. 26°59′30″ в. д. | XIX век                   | 2005           | 1187-033 ii, iii, vi      | [ 7 ] [ 8 ]          |
| 3 |             | Пункт геодезической дуги Струве «Старо-Некрасовка» (укр. Пункт геодезичної дуги Струве «Старонекрасівка»)          | село Старая Некрасовка, Одесская область                                             | 45°19′54″ с. ш. 28°55′41″ в. д. | XIX век                   | 2005           | 1187-034 ii, iii, vi      | [ 7 ] [ 8 ]          |
| 4 |             | Девственные буковые леса в Карпатах и других регионах Европы (укр. Букові праліси Карпат та інших регіонів Європи) | Закарпатская область Львовская область Ивано-Франковская область Хмельницкая область | 49°05′01″ с. ш. 22°33′55″ в. д. | —                         | 2007 2011 2017 | 1133 ix                   | [ 9 ] [ 10 ] [ 11 ]  |
| 5 |             | Резиденция митрополитов Буковины и Далмации (укр. Резиденція митрополитів Буковини і Далмації)                     | Черновцы                                                                             | 48°17′49″ с. ш. 25°55′29″ в. д. | XIX век                   | 2011           | 1330 ii, iii, iv          | [ 12 ]               |
| 6 |             | Древний город Херсонес Таврический и его хора (укр. Стародавнє місто Херсонес Таврійський та його хора)            | Севастополь                                                                          | 44°36′42″ с. ш. 33°29′36″ в. д. | V век до н. э. — XIV век  | 2013           | 1411 ii, v                | [ 14 ]               |
| 7 |             | Церковь Святого Юра (укр. Церква Святого Юра)                                                                      | Дрогобыч, Львовская область                                                          | 49°20′51″ с. ш. 23°29′57″ в. д. | XVII век                  | 2013           | 1424-003 iii, iv          | [ 15 ] [ 16 ] [ 17 ] |
| 7 |             | Церковь Собора Пресвятой Богородицы (укр. Церква Різдва Пресвятої Богородиці)                                      | село Матков, Львовская область                                                       | 48°54′55″ с. ш. 23°06′32″ в. д. | 1838 год                  | 2013           | 1424-005 iii, iv          | [ 15 ] [ 16 ] [ 17 ] |
| 7 |             | Церковь Рождества Пресвятой Богородицы (укр. Церква Різдва Пресвятої Богородиці)                                   | село Нижний Вербиж, Ивано-Франковская область                                        | 48°29′55″ с. ш. 25°00′41″ в. д. | 1808 год                  | 2013           | 1424-006 iii, iv          | [ 15 ] [ 16 ] [ 17 ] |
| 7 |             | Церковь сошествия Святого Духа (укр. Церква зішестя Святого Духа)                                                  | село Потелич, Львовская область                                                      | 50°12′31″ с. ш. 23°33′02″ в. д. | 1502 год                  | 2013           | 1424-008 iii, iv          | [ 15 ] [ 16 ] [ 17 ] |
| 7 |             | Церковь сошествия Святого Духа (укр. Церква зішестя Святого Духа)                                                  | Рогатин, Ивано-Франковская область                                                   | 49°24′36″ с. ш. 24°36′10″ в. д. | XVI век                   | 2013           | 1424-011 iii, iv          | [ 15 ] [ 16 ] [ 17 ] |
| 7 |             | Церковь Святого Архангела Михаила (укр. Церква Святого Архангела Михаїла)                                          | село Ужок, Закарпатская область                                                      | 48°59′02″ с. ш. 22°51′16″ в. д. | 1745 год                  | 2013           | 1424-014 iii, iv          | [ 15 ] [ 16 ] [ 17 ] |
| 7 |             | Церковь Вознесения Господня (укр. Церква Вознесіння Господнього)                                                   | посёлок Ясиня, Закарпатская область                                                  | 48°15′18″ с. ш. 24°20′39″ в. д. | 1824 год                  | 2013           | 1424-015 iii, iv          | [ 15 ] [ 16 ] [ 17 ] |
| 7 |             | Церковь Святой Троицы (укр. Церква Святої Трійці)                                                                  | Жолква, Львовская область                                                            | 50°03′19″ с. ш. 23°58′55″ в. д. | 1720 год                  | 2013           | 1424-016 iii, iv          | [ 15 ] [ 16 ] [ 17 ] |
| 8 |             | Исторический центр Одессы (укр. Історичний центр Одеси)                                                            | Одесса                                                                               | 46°29′17″ с. ш. 30°44′27″ в. д. | 1794 год — конец XIX века | 2023           | 1411 ii, v                | [ 20 ]               |

Примечание. В 1979 году был создан биосферный резерват «Дельта Дуная», который включал часть дельты Дуная на территории Румынии. В 1992 году резерват был расширен, а в 1998 году он стал трансграничным после того, как в его состав вошёл Дунайский биосферный заповедник, расположенный в Килийском рукаве Дуная (протекает по Одесской области Украины). При этом украинская часть резервата после объединения с румынской частью не стала объектом Всемирного природного наследия ЮНЕСКО.

## Кандидаты на занесение в список
| #  | Изображение | Название | Регион                                   | Координаты                      | Время создания  | Год  | ID Критерии          | И. П.         |
| -- | ----------- | --- | ---------------------------------------- | ------------------------------- | --------------- | ---- | -------------------- | ------------- |
| 1  |             | Борисоглебский собор (укр. Борисоглібський собор)                                                                                        | Чернигов                                 | 51°29′21″ с. ш. 31°18′25″ в. д. | XII век         | 1989 | 668 i, ii, iv        | [ 21 ]        |
| 1  |             | Спасо-Преображенский собор (укр. Спасо-Преображенський собор)                                                                            | Чернигов                                 | 51°29′20″ с. ш. 31°18′28″ в. д. | XI век          | 1989 | 668 i, ii, iv        | [ 21 ]        |
| 2  |             | Каменец-Подольская крепость (укр. Кам'янець-Подільська фортеця)                                                                          | Каменец-Подольский, Хмельницкая область  | 48°40′32″ с. ш. 26°34′25″ в. д. | XI — XVIII век  | 1989 | 670 i, ii, iv        | [ 22 ]        |
| 3  |             | Могила Тараса Шевченко и Шевченковский национальный заповедник (укр. Могила Тараса Шевченка і Шевченківський національний заповідник)    | Канев, Черкасская область                | 49°43′59″ с. ш. 31°30′53″ в. д. | 1925 год        | 1989 | 672 не указаны       | [ 23 ]        |
| 4  |             | Биосферный заповедник Аскания-Нова (укр. Біосферний заповідник Асканія-Нова)                                                             | посёлок Аскания-Нова, Херсонская область | 46°27′07″ с. ш. 33°52′51″ в. д. | конец XIX века  | 1989 | 673 x                | [ 24 ]        |
| 5  |             | Национальный дендрологический парк «Софиевка» (укр. Національний дендрологічний парк «Софіївка»)                                         | Умань, Черкасская область                | 48°45′50″ с. ш. 30°14′07″ в. д. | 1796 год        | 2000 | 674 не указаны       | [ 25 ]        |
| 6  |             | Ханский дворец в Бахчисарае (укр. Ханський палац у Бахчисараї)                                                                           | Бахчисарай, АР Крым                      | 44°44′55″ с. ш. 33°52′55″ в. д. | XVI век         | 2003 | 1820 i, iii, v, vi   | [ 26 ]        |
| 7  |             | Каменная могила (укр. Кам'яна могила) | село Терпенье, Запорожская область       | 46°56′59″ с. ш. 35°28′10″ в. д. | XX век до н. э. | 2006 | 5075 iii, vi         | [ 28 ]        |
| 8  |             | Николаевская астрономическая обсерватория (укр. Миколаївська астрономічна обсерваторія)                                                  | Николаев                                 | 46°58′18″ с. ш. 31°58′23″ в. д. | 1821 год        | 2007 | 5116 ii, iv          | [ 29 ]        |
| 9  |             | Генуэзская крепость (укр. Генуезька фортеця)                                                                                             | Судак, АР Крым                           | 44°50′25″ с. ш. 34°57′28″ в. д. | VI — XVI век    | 2007 | 5117 ii, iv, v       | [ 30 ]        |
| 10 |             | Николаевская астрономическая обсерватория (укр. Миколаївська астрономічна обсерваторія)                                                  | Николаев                                 | 46°58′18″ с. ш. 31°58′23″ в. д. | 1821 год        | 2008 | 5267 ii, iv, vi      | [ 31 ] [ 17 ] |
| 10 |             | Астрономическая обсерватория Киевского национального университета (укр. Астрономічна обсерваторія Київського національного університету) | Киев                                     | 50°27′08″ с. ш. 30°29′53″ в. д. | 1845 год        | 2008 | 5267 ii, iv, vi      | [ 31 ] [ 17 ] |
| 10 |             | Астрономическая обсерватория Одесского национального университета (укр. Астрономічна обсерваторія Одеського національного університету)  | Одесса                                   | 46°28′39″ с. ш. 30°45′19″ в. д. | 1871 год        | 2008 | 5267 ii, iv, vi      | [ 31 ] [ 17 ] |
| 10 |             | Крымская астрофизическая обсерватория (укр. Кримська астрофізична обсерваторія)                                                          | посёлок Научный, АР Крым                 | 44°43′35″ с. ш. 34°00′46″ в. д. | 1945 год        | 2008 | 5267 ii, iv, vi      | [ 31 ] [ 17 ] |
| 11 |             | Кирилловская церковь (укр. Кирилівська церква)                                                                                           | Киев                                     | 50°29′00″ с. ш. 30°28′19″ в. д. | XII век         | 2009 | 5423 i, ii, iii, iv  | [ 32 ]        |
| 11 |             | Андреевская церковь (укр. Андріївська церква)                                                                                            | Киев                                     | 50°27′32″ с. ш. 30°31′05″ в. д. | XVIII век       | 2009 | 5423 i, ii, iii, iv  | [ 32 ]        |
| 12 |             | Генуэзские колонии в Северном Причерноморье (укр. Генуезькі колонії у Північному Причорномор'ї)                                          | АР Крым, Одесская область                | Несколько объектов              | XIII — XV век   | 2010 | 5575 ii, iv          | [ 33 ]        |
| 13 |             | Мангуп-Кале (укр. Мангуп-Кале) | Бахчисарайский район, АР Крым            | 44°35′32″ с. ш. 33°48′01″ в. д. | V — VI век      | 2012 | 5773 iii, v, vi, vii | [ 34 ]        |
| 13 |             | Эски-Кермен (укр. Ескі-Кермен) | Бахчисарайский район, АР Крым            | 44°36′35″ с. ш. 33°44′22″ в. д. | конец VI века   | 2012 | 5773 iii, v, vi, vii | [ 34 ]        |
| 14 |             | Ханский дворец в Бахчисарае (укр. Ханський палац у Бахчисараї)                                                                           | Бахчисарай, АР Крым                      | 44°44′55″ с. ш. 33°52′55″ в. д. | XVI век         | 2012 | 5774 ii, iii, v, vi  | [ 35 ]        |
| 14 |             | Чуфут-Кале (укр. Чуфут-Кале) | Бахчисарайский район, АР Крым            | 44°44′27″ с. ш. 33°55′55″ в. д. | V — VI век      | 2012 | 5774 ii, iii, v, vi  | [ 35 ]        |
| 15 |             | Госпром (укр. Держпром) | Харьков                                  | 50°00′24″ с. ш. 36°13′37″ в. д. | 1928            | 2017 | 6249 iv              | [ 36 ]        |
| 16 | \|          | Тира-Белгород (Аккерман) (укр. Тіра-Білгород)                                                                                            | Белгород-Днестровский Одесская область   | 46°12′04″ с. ш. 30°21′02″ в. д. | 600 до н. э.    | 2019 | 6426 ii, iv, vi      | [ 37 ]        |

## Исключённые объекты
Часть объектов была ранее исключена ЮНЕСКО из Предварительного списка по той или иной причине. Источники: , 
| # | Изображение | Название                                    | Местоположение                   | Время создания | Год внесения в список | №    | Причина                   |
| - | ----------- | ------------------------------------------- | -------------------------------- | -------------- | --------------------- | ---- | ------------------------- |
| 1 |             | Национальный парк «Святые горы»             | Область: Донецкая                | —              | 2000                  | 1047 | Не зарегистрирован ЮНЕСКО |
| 2 |             | Пинские болота и Словечанско-Овручский кряж | Область: Житомирская (для кряжа) | —              | 2000                  | 1048 | Не зарегистрирован ЮНЕСКО |
| 3 |             | Природный заповедник «Каневские горы»       | Область: Черкасская              | —              | 2000                  | 1049 | Не зарегистрирован ЮНЕСКО |
| 4 |             | Кара-Даг                                    | АР Крым (Украина)                | —              | 2000                  | 1050 | Не зарегистрирован ЮНЕСКО |

Примечание. Ранее из Предварительного списка объектов Всемирного наследия ЮНЕСКО был исключен (не зарегистрирован ЮНЕСКО) объект «Подольские Товтры» (№ 1051), номинированный в 2000 году вместе с четырьмя другими объектами (в таблице выше, № 1047—1050). В 2015 году данный объект повторно включен в Предварительный список в рамках Расширения объекта «Девственные буковые леса Карпат и древние буковые леса Германии» (№ 6058 — см. выше п. 26 таблицы Предварительного списка).